# 岩手県道128号厨川停車場線
岩手県道128号厨川停車場線（いわてけんどう128ごう くりやがわていしゃじょうせん）は、岩手県盛岡市を通る一般県道である。

## 概要
厨川停車場から盛岡市厨川一丁目の国道4号交点に至る。
一番目立つ駅の目の前の道は県道ではなく、盛岡市道で、1本北側の若干狭い道が当路線である。なお「128」の県道標識はない。
青山地区のゾーンバス実施に伴い、駅前タクシー乗り場隣に屋根付バス停とバスロケーションシステム表示器が設置された。

### 路線データ
- 実延長：53.0 m
- 起点：厨川停車場（厨川駅）
- 終点：盛岡市厨川一丁目（国道4号交点）

## 地理

### 通過する自治体
- 盛岡市

### 交差する道路
- 国道4号（盛岡市厨川一丁目）

### 沿線の施設
- IGRいわて銀河鉄道 厨川駅